# Mo Tae-bum
Mo Tae-bum (n. 15 februarie 1989, Seul, Coreea de Sud) este un patinator de viteză ce a reprezentat Coreea de Sud, medaliat olimpic. A participat la 2 ediții ale Jocurilor Olimpice (2010, 2014) în care a câștigat o medalie de aur și o medalie de argint.